# Ausava
 (septembre 2012).
Si vous disposez d'ouvrages ou d'articles de référence ou si vous connaissez des sites web de qualité traitant du thème abordé ici, merci de compléter l'article en donnant les références utiles à sa vérifiabilité et en les liant à la section « Notes et références ».
Ausava est un vicus romain, ce qu'on appelle un mutatio (changement de station de chevaux) sur la chaussée romaine de Trèves à Cologne, cité  dans le Itinerarium Antonini et inscrit sur la Tabula Peutingeriana. 
Lors des invasions des Germains de 275-276 J.-C., le vicus fut détruit, puis, à la différence des vicus voisins de Beda Bitburg et Icorigium (Jünkerath), il n'a pas été rétabli.  
Le site n'a pas encore été précisément localisé. On pense qu'il s'agit de Büdesheim-Oost, quartier de la ville actuelle de Gerolstein